# 11 Designer für Deutschland
11 Designer für Deutschland war eine im Jahr 2003 von Fons Hickmann und Klaus Hesse anlässlich der Fußball-Weltmeisterschaft 2006 in Deutschland gegründete Initiative. Ziel war es, das Bewusstsein für Grafikdesign in Deutschland zu stärken und das offizielle Logo der FIFA zu verhindern.

## Hintergründe
Am 19. November 2002 wurde das offizielle Logo der FIFA-Fußball-Weltmeisterschaft Deutschland 2006 weltöffentlich in der hochmodernen Arena Auf Schalke in Gelsenkirchen vorgestellt. Die Gestaltung des Logos und der dazugehörigen Medien wurde ohne die hierfür übliche öffentliche Ausschreibung in einem untransparenten Verfahren an die Agenturen Whitestone und Abold vergeben. Die Kampagne erhielt den Titel Celebrating Faces of Football. Folgend dem Slogan „Die Welt zu Gast bei Freunden“, versuchte das Emblem, Freude zu vermitteln, löste jedoch Empörung und Widerstand aus. Die Darstellung der Figuren auf dem Logo wurde als respektlos wahrgenommen: „Die Fans sind keine Knalltüten mit drei Promille.“, titelte Der Tagesspiegel. Von Fanfraktionen, wie dem Bündnis Aktiver Fußballfans (BAFF), kamen Kommentare wie „Die Welt zu Gast – fühl’ dich wie im Knast“. In der Kritik standen die Kommerzialisierung und die Hegemonie des Fußballsports. Auch sie entwickelten ein Alternativ-Logo, das auf Fanartikel platziert wurde.

## 11 Designer
Die Designer Fons Hickmann und Klaus Hesse, beide Professoren für Kommunikationsdesign, reagierten mit der Initiative 11 Designer für Deutschland und riefen mit dem Slogan „Noch ist nichts verloren“ elf der seinerzeit renommiertesten Designbüros in Deutschland zu einem Wettbewerb zur Neugestaltung des Logos auf. Innerhalb eines dreimonatigen Zeitraums entwarfen alle Teilnehmenden Alternativvorschläge, die sie am 15. März 2003 vor großem Publikum in Berlin (Universität der Künste) präsentierten. Die Süddeutsche Zeitung und der Tagesspiegel veröffentlichten die Entwürfe und luden zur Abstimmung unter den Lesern auf. Viele deutsche Tageszeitungen stiegen in die Aktion ein und präsentierten die Entwürfe teils ganzseitig mit Interviews der Organisatoren. Es folgte die internationale Presse. Nie zuvor hatte ein Designthema eine derart große öffentliche Resonanz erhalten. Das FIFA-Logo konnte nicht abgewandt werden, jedoch verliefen spätere Ausschreibungen für sportliche Großveranstaltungen transparenter.

## Beteiligte Designer
- Uwe Loesch
- Integral Ruedi Baur
- Die Gestalten
- Studio Andreas Uebele
- Factor Design
- Cyan
- Moniteurs
- Ade Hauser Lacour
- Klaus Hesse Design
- Nowakteufelknyrim Petra Knyrim, Stefan Nowak

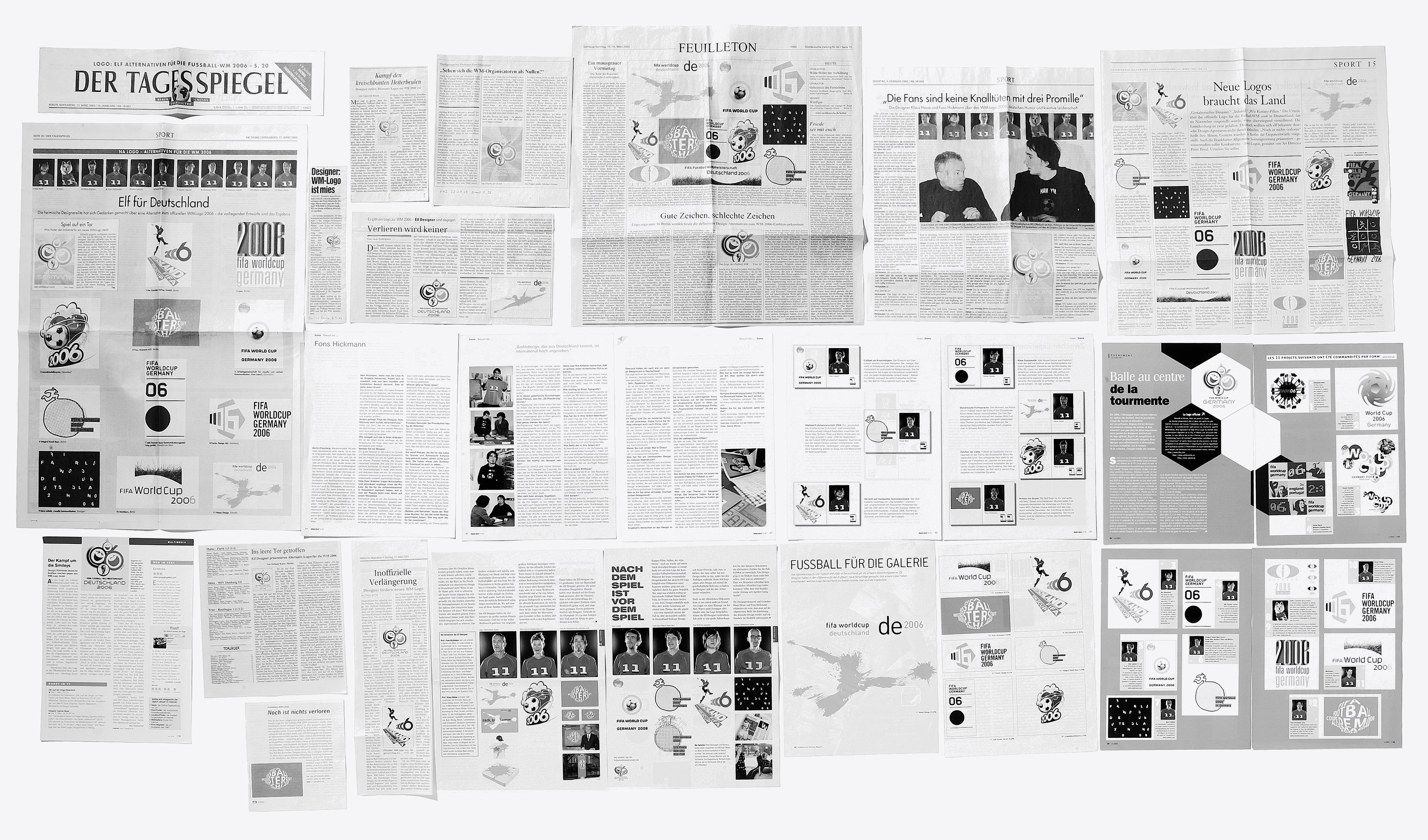
Ausschnitte von Artikeln, die über die Initiative berichteten

- Fons Hickmann m23